# Ryuji Fujiyama
Ryuji Fujiyama (Kagoshima, 9 juni 1973) is een voormalig Japans voetballer.

## Clubcarrière
Fujiyama speelde tussen 1992 en 2010 voor FC Tokyo en Consadole Sapporo.